# Курик Михайло Васильович
Михайло Васильович Курик (нар. 9 березня 1939 — пом. 22 листопада 2017) — український фізик, доктор фізико-математичних наук, професор (1986 р.); засновник відділу молекулярної фотоелектроніки Інституту фізики НАН України (1983 р.); директор НДІ екології людини (неурядова, самоврядна структура (1992 р.).

## Біографія
- 1960 р. закінчив Чернівецький держуніверситет, фізико-математичний факультет.
- 1960–1962 рр. — молодший науковий співробітник кафедри напівпровідників Чернівецького університету.
- 1962 р. — аспірантура Інституту фізики НАН України, м. Київ.
- 1965 р. — захист кандидатської дисертації (Дослідження енергетичної структури деяких напівпровідникових сполук групи A2B6).
- 1967 р. — започатковує роботи в Інституті фізики з органічних (молярних) напівпровідників, новий науковий напрям в Україні — фізика органічних молекулярних напівпровідників.
- 1977 р. — захист докторської дисертації (Дослідження процесів взаємодії екситонів з фононами і носіями заряду).
- 1978 р. — організовується структурна лабораторія з органічних напівпровідників, яка в 1983 році реорганізовується у відділ молекулярної фотоелектроніки.
- 1983 р. — започатковує в Інституті дослідження з нової тематики — фізика рідких кристалів, тематики, яка разом з молекулярними (органічними) напівпровідниками стає одним із пріоритетних напрямків в Інституті.
- 1992 р. — на базі відділу молекулярної фотоелектроніки організовується новий науково-дослідний Інститут (некомерційний, недержавний) — Український інститут екології людини, основним статутним завданням є впровадження розробок відділу з робіт по ліквідації наслідків аварії на ЧАЕС, зокрема питання екологічної безпеки здоров'я дітей в умовах організованого дитинства (школи, дитячі садки).

## Наукова діяльність

### Фізика твердого тіла
Для широкозонних напівпровідників групи A2B6 вивчено вплив екситонів на форму краю власного оптичного поглинання. Впершее експериментально доказано, що легування напівпровідників істотно впливає на прояв екситонів в оптичних спектрах, в першу чергу за рахунок розупорядкування ґратки домішками донорного типу.
Експериментально вперше для молекулярних кристалів (низькомолекулярні органічні сполуки, кристали лінійних поліаценів) доказано, що екситони Френкеля відіграють основну роль в процесах фото генерації полів заряду (екситон) на фотопровідність, фото — е.р.с. Дослідження форми екситонних смуг фотопровідності і фото-е.р.с. дають можливість вивчати процеси динаміки екситонів в молекулярних кристалах.
Чисельними експериментальними дослідженнями показано, що частотна залежність коефіцієнта поглинання при різних температурах в області довгохвильового крила спектру оптичного поглинання має експоненціальну аналітичну форму — правило Урбаха. Показано, що правило Урбаха є універсальним оптичним методом дослідження динаміки взаємодії елементарних збуджень в твердих тілах і рідких кристалах.

### Рідкі кристали
За допомогою кристалооптичних досліджень вперше вивчено особливості плавлення монокристалів ряду низькомолекулярних органічних кристалів і показано існування особливої проміжної фази структури, яка має ознаки рідкого кристалу (оптично-анізотропна структура). Поява анізотропного плавлення рідких кристалів стала основою досліджень термотропних рідких кристалів.
Вперше для термотропних рідких кристалів розроблена проста експериментальна методика вивчення топології дефектів структури рідкого кристалу (кристалооптична) в залежності від умов на границі рідкий кристал — тверда фаза і дано фізичне обґрунтування топології дефектів структури рідких кристалів.
На основі оригінальної технології розроблено еластичні, багаторазового використання, високотермочутливі рідкокристалічні плівки, які знайшли застосування в медичній рідкокристалічній термодіагностиці. Показано, що з допомогою розроблених рідкокристалічних плівок можна робити експрес-діагностику різних невідкладних станів патологічних процесів в організмі людини.
Рідкокристалічна термодіагностика виявляється особливо цінним методом експрес діагностики в тому випадку, коли лікар немає в своєму розпорядженні сучасних апаратурних методик діагностики (це домашній лікар, дільничний лікар, медицина транспорту, тощо).
Тематика рідких кристалів сьогодні — це один із пріоритетних напрямків фізичних досліджень, що ведуться в Інституті фізики НАН України.
Вперше досліджена фазова структура широкого класу природних рідинних середовищ організму людини і показано, що практично всі біологічні рідкі структури (слина, сльоза, ліквар, синовіальна рідина, компоненти крові, печінкова і міхурова жовч та інші) являють собою природні рідкі кристали і мають важливе діагностичне значення функціонального стану живої системи. За допомогою фазової структури біологічних рідин організму людини можна визначати рівень здоров'я, прояв передпатологічного чи патологічного стану організму, впливу на організм екологічних факторів довкілля. Саме розроблена методика стала основою діагностики наслідків Чорнобильської катастрофи на організм людини.
Вперше розроблена і впроваджена в практику методика моніторування стану здоров'я людини і впливу на людину стану довкілля. Методика основана на акупунктурних вимірюваннях біогальванічного струму, коли до відповідних, репрезентативних біологічно-активних точок акупунктури прикласти два різнойменні металеві електроди (цинк і мідь), а вимірним приладом слугує звичайний мікроамперметр.
Саме за цією методикою розроблено і впроваджено ендоекологічний паспорт здоров'я дитини, або інакше атестат здоров'я учня.
Розроблено Програми «Екологічний кодекс людини» і «Екологічна безпека здоров'я людини», « Екологічний дошкільний заклад», «Екологічна школа, гімназія». Ці програми сьогодні впроваджуються в систему освіти України.
В цілому закладено основи фізики екології людини, як одного із напрямків профілактичної, попереджувальної медицини, як напрямку збереження здоров'я здорових людей.

### Фізика питної води
Експериментально вперше показано, що природна питна вода має фрактальну структуру і оптичну дисиметрію, що, в свою чергу означає, що така структурно-упорядкована вода  відповідає Закону Пастера-Кюрі-Вернадського, тобто є живою. На цій основі розроблено фізичний метод визначення якості питної води і її відповідність за структурою і фізико-хімічними властивостям внутрішньоклітинній воді живого організму людини. 
Встановлено, що високоякісна природна питна вода є універсальним посередником між Космосом і живою структурою, і це дозволяє, за допомогою дослідження фізичних характеристик води, детектувати фізичні поля надслабих величин, що лежить в основі біоенергоінформаційної взаємодії живих систем.
Розроблено та впроваджується в практику методика визначення найвищої якості питної води за допомогою визначення таких фізичних характеристик води як: 
- величина питомої провідності;
- константи кислотно-лужної рівноваги;
- значення окислювально-відновлювального потенціалу  (ОВП);
- структурної упорядкованості та наявності оптичної дисиметрії структури.

## Організаторська діяльність
- Завідувач відділу молекулярної фотоелектроніки Інституту фізики НАН України;
- Директор Українського інституту екології людини з 1992 р.

## Педагогічна діяльність
- Педагогічний інститут, м. Дрогобич;
- Медичний інститут (Асоціація народної медицини), м. Київ.

## Наукові праці

### Наукові статті
Понад 400 статей одноосібних і в співпраці

### Наукові огляди
- М. В. Курик. Правило Урбаха (обзор). //Phys.St.Solid.1972.8(2).9-45.
- М. В. Курик. Особенности когерентного и некогерентного переноса экситонов и носителей заряда в органических молекулярных кристаллах. //Известия АН Литовской ССР, сер.физ.-мат. наук.1981.№ 5,40-47.
- М. В. Курик. О. Д. Лаврентович. Дефекты в жидких кристаллах: гомотопическая теория и экспериментальные исследования. //Успехи физ. Наук. 18988.154.381-431.
- М. В. Курик. Молекулярные солнечные элементы.//Зарубежная радиоэлектроника. 1988.№ 10,80-88.
- М. В. Курик. Мицелярность и фрактальные кластеры структур. //Изд. Знання. АН СССР. сер. физ. 1991.55(9).1798-1803.
- М. В. Курик. Динаміка синглетних екситонів лінійних поліаценів. //УФЖ. 1999. № 2.44.11-117.
- M.V.Kurik. Energy Structure of Electronic Excitations for Linear Pliocenes. //Lituanian Journal of Physics.2002.42(3).207-210.

М. В. Курик. Екологія людини — глобально. //Віче.2004.6(147).69-75.
- М. В. Курик Органічні напівпровідники — основа сучасної нанофотоелектроніки. Інститут фізики НАН України. Під ред.  Л. П. Яценка. Львів, Євросвіт. 2009. 550с.
- М. В. Курик, В. Н. Лапицкий, Л. А. Песоцкая. Кирллианография питьевой воды. // Сознание и физическая реальность. 15(12). 2010. 25-32 с.
- М. В. Курик. Биоэнергетика питьевой воды.//Сб. «К основам физического взаимодействия». Материалы конференции. 2005.187-199.

### Книги. Монографії
Автор і співавтор 12 монографій, серед них 2 підручники для Вищої школи:
- М. В. Курик, В. М. Цмоць. Фізика твердого тіла (Навчальний посібник) Вища школа, Київ. 1985.246 с.
- Н. Г. Голубева, М. В. Курик. Основы биоэнергоинформационной медицины. АДЕФ-Украина. Киев. 2007. 192 с.
- Э. А. Силиньш, М. В. Курик, В.Чапек. Электронные процессы в органических молекулярных кристаллах. Явление локализации поляризации. Рига. Зинатне. 1988. 329с.
- А. А. Андреев, М. В. Курик, С.Нешпурек и др. Электронные процессы в органических молекулярных кристаллах. Под ред . Э. А. Силиньша. Рига. Зинатне. 1992. 363 с.
- З. Ю. Готра, М. В. Курик, З. М. Микитюк. Структура жидких кристаллов. Киев. Наукова думка. 1989. 112с.
- М. В. Курик. Людина і ультрафіолет. Рада. Київ. 2003. 127 с.
- І. П. Студеняк, М.Краньчець, М. В. Курик. Оптика розупорядкованих середовищ. Рада. Ужгород. 2009. 207с.
- М. В. Курик, Л. С. Марценюк. Физические основы жизни. LAP. Lambert Academia Publishing.2012.164.

Автор і співавтор близько 40 авторських свідоцтв і патентів.
Підготував наукову школу з молекулярної фотоелектроніки: 30 кандидатів наук і 3 доктори фіз.-мат. наук.

## Джерело
- Курик Михайло Васильович

| Володимир Вернадський | Це незавершена стаття про українського науковця. Ви можете допомогти проєкту, виправивши або дописавши її. |